# Graduation '97
Pour plus de détails, voir Fiche technique et Distribution.
Graduation '97 (Випуск '97, Vypusk '97) est un court métrage ukrainien réalisé par Pavel Ostrikov et produit par Kristi Film. Il a été primé dans plusieurs festivals internationaux de films.

## Synopsis
Roman, un technicien, vit une vie solitaire dans une ville de province. Pour la première fois depuis longtemps, depuis  son diplôme, il revoit une ancienne camarade de classe, Liuda qui vient de revenir en ville. Personne n'a entendu parler d'elle depuis vingt et Roman ne veut pas la perdre encore.

## Fiche technique
- Titre : Graduation '97
- Titre original : Випуск '97 (Vypusk '97)
- Réalisateur : Pavlo Ostrikov
- Producteur : Yuri Minzyanov - Kristi Films
- Scénario : Pavlo Ostrikov
- Editeur : Yevgen Golovanchuk
- Caméra : Kyryl Shlyamin
- Son : Serzh Avdeev
- Durée : 19 minutes

## Distribution
- Alexandre Pojarski (ou Pozharskiy) : Roman
- Olesya Ostrovska : Luda
- Lyudmila Sachenko
- Oksana Ilnytska
- Victor Lishchinsky
- Dmitry Vikulov
- Natalia Radtchenko

## Sortie
La première de Graduation '97 s'est déroulée le 21 juin 2017, au Festival International du Film d'Odessa, où il a reçu le prix du meilleur court-métrage ukrainien. Le 3 août 2017 le court-métrage est montré au Festival du film de Locarno sous le nom anglais de Graduation '97. Il y est récompensé du prix du Jeune Public pour le meilleur court-métrage international,. Il reçoit également le prix du meilleur court-métrage lors du Festival International du film de Molodist en 2017.

## Récompenses
- 2017 - Festival International du Film de Locarno : prix du Jeune Public pour le meilleur court-métrage international[5]
- 2017 - Molodist International Film Festival : Prix Scythian Deer du meilleur Court-métrage national
- 2017 - Festival international du film d'Odessa : Duc d'or du meilleur court-métrage ukrainien[6]
- 2018 - Ukrainian Film Academy Awards : prix Dziga d'Or du Meilleur Court-métrage[7]
- 2018 - Vidkryta Nich Film Festival : prix du Jury du Meilleur Directeur (Pavlo Ostrikov)
  - Prix du Jury du Meilleur acteur (Aleksandr Pozharskiy)
  - Prix du Jury de la Meilleure actrice (Olesya Ostrovska)